# Luigi Lilio
Aloysius Lilius (khoảng 1510 - 1576), tên khác là Luigi Lilio, Luigi Lilio, là một bác sĩ, nhà thiên văn học, nhà triết học và nhà chronolog người Ý, và cũng là "tác giả chính" đưa ra đề xuất rằng (sau khi sửa đổi) trở thành Cơ sở của cải cách lịch Gregorian năm 1582.
Hố thiên thạch Lilius trên Mặt Trăng, cũng như tiểu hành tinh 2346 Lilio được đặt theo tên ông. Trong khoa học máy tính, ngày Lilian là số ngày kể từ ngày thông qua lịch Gregorian vào ngày 15 tháng 10 năm 1582

## Cuộc sống và công việc
Không có nhiều người biết về cuộc đời của Lilius / Lilio / Giglio. Được biết, ông đến từ Calabria, Italy, từ Ciro. Ông học y khoa và thiên văn học ở Naples, sau đó ông phục vụ Earl Carafa. Ông định cư ở Verona và qua đời vào năm 1576. Mặc dù ông vẫn còn sống vào thời điểm đề xuất của ông đã được trình bày tại Rome, nhưng dường như ông không làm thuyết trình; Nó đã được xử lý bởi anh trai của ông Antonio, cũng là một bác sĩ và nhà thiên văn học.
Ông chủ yếu được biết đến như là "tác giả đầu tiên" của Lịch Gregorian: ông đã viết đề xuất trên đó (sau khi sửa đổi) cải cách lịch được dựa. Anh trai của Lilio Antonio đã trình bày bản thảo cho Đức Giáo hoàng Gregory XIII; Nó đã được thông qua vào hoa hồng cải cách lịch năm 1575. Ủy ban đưa ra một bản tóm tắt in có tựa là Compendium novae rationis restituendi kalendarium, in năm 1577 và được lưu hành trong thế giới Công giáo La Mã vào đầu năm 1578 Như một tài liệu tư vấn. Bản thảo của Lilio bản thân nó không được biết là đã sống sót; "Compendium" được in là nguồn được biết đến gần nhất cho các chi tiết mà nó chứa.
Các quá trình tham vấn và thảo luận có nghĩa là cuộc cải cách lịch không xảy ra cho đến năm 1582, sáu năm sau cái chết của Luigi Lilio năm 1576. Cuộc cải cách đã nhận được một số sửa đổi trong các điểm chi tiết bởi ủy ban cải cách, trong đó một Của các thành viên chính là Christopher Clavius, người sau đó đã viết ra các biện pháp phòng vệ và giải thích về lịch cải tổ, bao gồm cả một sự thừa nhận nhấn mạnh về tác phẩm của Lilio, đặc biệt là cho việc cải cách hữu ích cho chu kỳ âm lịch: "Chúng tôi rất biết ơn và tán dương Luigi Giglio đã sáng chế ra một Chu kỳ Epacts khéo léo, được chèn vào lịch, luôn cho thấy mặt trăng mới và do đó có thể dễ dàng thích nghi với bất kỳ chiều dài nào của năm, nếu đúng vào thời điểm thích hợp thì điều chỉnh thích hợp sẽ được áp dụng. " Con bò tót của giáo hoàng (Inter gravissimas) được ban hành vào ngày 24 tháng 2 năm 1582, ra lệnh cho hàng giáo sĩ Công giáo thông qua lịch mới và khuyến khích chủ quyền Công giáo làm như vậy.Năm 2010 là năm thứ 500 kể từ ngày sinh của Lilius; Một số hoạt động đã được tổ chức bởi các nhà thiên văn học người Ý để nhận ra những tác phẩm tuyệt vời của ông. Đặc biệt, ở Torretta di Crucoli (Crotone, Italy), một nhóm thiên văn học mới đã được tạo ra và dành riêng cho Luigi Lilio: Circolo Astrofili Luigi Lilio Torretta (C.A.L.L.T.).

## Sách tham khảo
- Moyer, G. (tháng 11 năm 1982). "Luigi Lilio and the Gregorian reform of the calendar". Sky and Telescope. Quyển 64 số 11. tr. 418–9. Bibcode:1982S&T....64..418M..
- Bond, J. J. (1966). Handy Book of Rules and Tables for Verifying Dates within the Christian Era. Russell & Russell, a Division of Atheneum House Inc..
- Encyclopædia Britannica. Chicago: Encyclopædia Britannica, Inc. 1980. tr. 602. {{Chú thích bách khoa toàn thư}}: |title= trống hay bị thiếu (trợ giúp).